# Dave Wilkins
Pour les articles homonymes, voir Wilkins.
Dave Wilkins, né le 25 septembre 1914 sur l'île de la Barbade et mort le 26 novembre 1990, est un trompettiste de jazz barbadien.

## Biographie et carrière
Dave Wilkins est le benjamin d'une famille de dix enfants.
Il commence à jouer dans des groupes de l'Armée du salut dans son pays d'origine. En 1937, il déménage à Londres, où il travaille avec le Ken Snakehips Johnson's West Indian Swing Band parmi d'autres. Il enregistre des musiques avec Una Mae Carlisle et Fats Waller en 1938 et continue de travailler avec Johnson jusqu'en 1941. Après ça, il a joué avec des musiciens jazz anglais comme Ted Heath, Harry Parry, Joe Daniels et Cab Kaye.

Il arrête de jouer dans les années 1970 et meurt en 1990.